# دوریان میسیسک
دوریان میسیسک (به انگلیسی: Dorian Missick) (زاده ۱۵ ژانویهٔ ۱۹۷۶) بازیگر آمریکایی است.
از فیلم‌های معروف او می‌توان به بازی در فیلم شماره شانس اسلوین، فریدم لند و کیفیت بالاتر اشاره کرد.